# 洛希爾 (亞利桑那州)
洛希爾（英語：Lochiel）是位於美國亞利桑那州聖克魯斯縣的一個非建制地區。該地的面積和人口皆未知。

## 地理
洛希爾的座標為31°20′08″N 110°37′26″W / 31.33556°N 110.62389°W，而該地的平均海拔高度為1428米（即4685英尺）。